# ザ・メキシカン
『ザ・メキシカン』（The Mexican）は、2001年のアメリカ合衆国の犯罪アクション・ロマンティック・コメディ映画。監督はゴア・ヴァービンスキー、出演はブラッド・ピットとジュリア・ロバーツなど。メキシコとラスベガスを舞台に、伝説の拳銃「メキシカン」を巡る争いに巻き込まれたアメリカ人カップルを描いている。

## ストーリー
ジェリーとサマンサは恋人同士。だがジェリーは犯罪組織の元でチンピラとして危険な仕事を行っており、しかもドジばかりを踏んでいたため組織からも良く思われていなかった。一方サマンサはそんな今の生活から抜け出してラスベガスで生活したいという夢を持っていた。そんな二人は互いに頑固な性格だったため、ついに喧嘩別れをしてしまう。
そんなある日、組織の幹部ネイマンからジェリーに仕事が任される。それは組織のボスであるマルゴリースが欲している伝説の拳銃「メキシカン」をメキシコで手に入れて来いというものだった。ジェリーはそれを最後の仕事にしようと決意してメキシコに向かい、現地のチンピラであるベックから無事「メキシカン」を受け取るのだった。しかし、事態は予想だにしない方向へ向かってしまう。ベックが事故によりジェリーの目の前で死亡してしまったのだ。しかもベックはマルゴリースの孫だということが判明し、「メキシカン」をダッシュボードに入れた車は現地のチンピラに盗まれてしまう。危機的状況に陥ったジェリーは「メキシカン」を取り戻すために奔走する。
その頃、一人ラスベガスに向かっていたサマンサは、ショッピングセンターのトイレで黒人の男に銃を突きつけられていた。そこを突然やってきた銃を持った男に助けられる。助けた男はリロイと名乗る組織の殺し屋で、ジェリーが「メキシカン」を持ち逃げしないように、恋人である彼女を人質にしたのであった。リロイはサマンサに今の状況をジェリーへ連絡するよう命令する。しかし、彼女は彼と喧嘩別れをしたために、ろくに連絡先を聞いておらず、何の役にも立たないのであった。その後、ジェリーのことを未だ愛しているにもかかわらず別れようとするサマンサと、殺し屋という職業とゲイという性的指向であるがゆえに他者を愛することに臆病になっているリロイの間には、いつしか奇妙な友情が芽生え始めていた。だが、そんな二人に再びあの黒人の男の魔の手が忍び寄っていた。
ジェリーとサマンサ、別々の境遇に置かれた二人の運命は、後に交差していくのであった。

## キャスト
| 役名                     | 俳優                         | 日本語吹替                                               | 日本語吹替                                                                                | 日本語吹替 |
| 役名                     | 俳優                         | ソフト版                                                 | テレビ朝日版                                                                              | 機内上映版 |
| ------------------------ | ---------------------------- | -------------------------------------------------------- | ----------------------------------------------------------------------------------------- | ---------- |
| ジェリー・ウェルバック   | ブラッド・ピット             | 山寺宏一                                                 | 森川智之                                                                                  |            |
| サマンサ・バーゼル       | ジュリア・ロバーツ           | 土井美加                                                 | 田中敦子                                                                                  |            |
| リロイ                   | ジェームズ・ガンドルフィーニ | 池田勝                                                   | 楠見尚己                                                                                  | 屋良有作   |
| テッド・スローカム       | J・K・シモンズ               | 牛山茂                                                   | 田原アルノ                                                                                |            |
| バーニー・ネイマン       | ボブ・バラバン               | 谷口節                                                   | 野島昭生                                                                                  |            |
| 黒人の殺し屋             | シャーマン・オーガスタス     | 乃村健次                                                 | 楠大典                                                                                    |            |
| フランク                 | マイケル・サーヴェリス       | 落合弘治                                                 | 岩崎ひろし                                                                                |            |
| ベック                   | デヴィッド・クラムホルツ     | 長島雄一                                                 | 真殿光昭                                                                                  |            |
| 質屋の店主ジョー         | カスチュロ・ゲッラ           | 廣田行生                                                 |                                                                                           |            |
| ボビー・ヴィクトリー     | ジェレミー・ロバーツ         | 相沢正輝                                                 | 木村雅史                                                                                  |            |
| アーノルド・マルゴリース | ジーン・ハックマン           | 佐々木勝彦                                               | 小林修                                                                                    |            |
| 役不明又はその他         | N/A                          | 高木渉 麦人 金尾哲夫 坂東尚樹 西宏子 木村雅史 三輪夕里子 | 後藤敦 辻親八 佐々木梅治 石井隆夫 斎藤志郎 仲野裕 谷昌樹 喜田あゆ美 MAI 天神総介 田村聖子 | 北沢洋     |
| 日本語吹替版スタッフ     |                              |                                                          |                                                                                           |            |
| 演出                     | N/A                          | 市来満                                                   | 伊達康将                                                                                  |            |
| 翻訳                     | N/A                          | 芝谷真由美                                               | 武満眞樹                                                                                  |            |
| 調整                     | N/A                          |                                                          | 金谷和美                                                                                  |            |
| 効果                     | N/A                          |                                                          | サウンドボックス                                                                          |            |
| 制作                     | N/A                          | ニュージャパンフィルム                                   | 東北新社                                                                                  |            |
| 初回放送                 | N/A                          | N/A                                                      | 2004年5月16日 21:00-23:19 『日曜洋画劇場』                                                | N/A        |

## 製作
ゲイの殺し屋リロイを演じたジェームズ・ガンドルフィーニは、彼のファンだったジュリア・ロバーツの推薦で起用された。

## 作品の評価
Rotten Tomatoesによれば、133件の評論のうち高評価は54%にあたる72件で、平均点は10点満点中5.6点、批評家の一致した見解は「『ザ・メキシカン』はオリジナリティをかなり追求しているが、それを歓迎するにはあまりに長尺で退屈なものになっている。また、ロバーツとピットのコンビを楽しみにしていた人たちは、映画のほとんどで2人が別々に行動しているため、がっかりしてしまうかもしれない。」となっている。
Metacriticによれば、35件の評論のうち、高評価は10件、賛否混在は15件、低評価は10件で、平均点は100点満点中43点となっている。